# محمية حمر النافور
تشتهر محمية حمر النافور الواقعة في سلطنة عمان بأنها منطقة هامة للطيور, وربما تكون أكثر المواقع أهمية في الساحل الشرقي للجزيرة العربية بالنسبة لطائر الغاق. هناك العديد من «البحيرات الضحلة» والخيران الساحلية على ساحل الجزر, التي تساعد مياهها قليلة الملوحة على وجود حيوانات ونباتات مثيرة للانتباه في تلك المنطقة.
تعتبر هذه الأخوار بصفة خاصة مناطق تغذية غنية للعديد من الطيور المستوطنة والمهاجرة, وتوفر للعديد من الطيور التي تهاجرفي رحلات طويلة إلى أفريقيا وآسيا فرصة للتغذية والراحة بعد وقبل عبور صحاري الجزيرة العربية. وفي خور واحد وهو «خور ديرف» تم تسجيل 134 نوعا منن أنواع الطيور. من العديد من الطيور المستوطنه بالمحمية, نجد طائر الكروان المنقط, ومن النادر رؤية هذا الطائر الخجول, وهو يقف بشكل مستقيم جدا ويرى في أغلب الأحيان جاريا أكثر منه طائرا . هذا الطائر نشيط ليلا وغاليا ما تسمع صيحاته المميزة في سكون ليل الصحراء.
توجد في المحمية أنواع من القطا وهي: المرقطة والمتوجة ذات البطن الكستنائي والمخططة ويعتمد القطا بصوره كبيره جدا على برك المياه, ومن المشاهد المألوفة في الصحراء رؤية المئات من هذه الطيور وهي تأتي للشرب معا. وبعض الأنواع مثل المتوجه تشرب في الصباح الباكر بينما تشرب المخططه بعد الغروب أو قبل الشروق. عندما تفقس صغار القطا تقوم أمهاتها بجمع الماء في ريش صدرها لتقدمه لصغارها.